# Kanton Bazas
Der Kanton Bazas war von 1790 bis 2015 ein französischer Wahlkreis im Arrondissement Langon im Département Gironde in der Region Aquitanien.

## Geschichte
Der Kanton wurde am 4. März 1790 im Zuge der Einrichtung der Départements als Teil des damaligen Distrikts Bazas gegründet.
Mit der Gründung der Arrondissements am 17. Februar 1800 wurde der Kanton als Teil des damaligen Arrondissements Bazas neu zugeschnitten.
Seit 1926 war der Kanton Teil des Arrondissements Langon.
Siehe auch: Geschichte Gironde und Geschichte Arrondissement Langon.

## Gemeinden
| Gemeinde        | Einwohner Jahr | Fläche km² | Bevölkerungsdichte | Code INSEE | Postleitzahl |
| --------------- | -------------- | ---------- | ------------------ | ---------- | ------------ |
| Aubiac          | 267 (2013)     | –          | – Einw./km²        | 33017      | 33430        |
| Bazas           | 4731 (2013)    | –          | – Einw./km²        | 33036      | 33430        |
| Bernos-Beaulac  | 1146 (2013)    | –          | – Einw./km²        | 33046      | 33430        |
| Birac           | 228 (2013)     | –          | – Einw./km²        | 33053      | 33430        |
| Cazats          | 346 (2013)     | –          | – Einw./km²        | 33116      | 33430        |
| Cudos           | 828 (2013)     | –          | – Einw./km²        | 33144      | 33430        |
| Gajac           | 385 (2013)     | –          | – Einw./km²        | 33178      | 33430        |
| Gans            | 191 (2013)     | –          | – Einw./km²        | 33180      | 33430        |
| Lignan-de-Bazas | 352 (2013)     | –          | – Einw./km²        | 33244      | 33430        |
| Marimbault      | 187 (2013)     | –          | – Einw./km²        | 33270      | 33430        |
| Le Nizan        | 457 (2013)     | –          | – Einw./km²        | 33305      | 33430        |
| Saint-Côme      | 310 (2013)     | –          | – Einw./km²        | 33391      | 33430        |
| Sauviac         | 314 (2013)     | –          | – Einw./km²        | 33507      | 33430        |